# Елізабет Гессельблад
Марія Елізабет Гессельблад (швед. Maria Elisabeth Hesselblad; 4 червня 1870 — 24 квітня 1957) — шведська медсестра, католицька монахиня, настоятелька монастиря ордена Сальваторе ді Санта Бригіта в Римі. Зарахована до лику блаженних папою Іваном Павлом II (2000) і канонізована папою Франциском (2016). Праведник світу.

## Біографія
Народилася у 1870 році в лютеранській сім'ї у Фоглавіці в Швеції. Була п'ятою з 13 дітей. У 1888 році виїхала в США, де навчалася догляду за хворими в лікарні імені Рузвельта в Нью-Йорку. Вона працювала в цій сфері з американськими католиками, що стимулювало її перейти в католицьку віру. 15 серпня 1902 року його отримала хрещення в каплиці монастиря Візитації у Вашингтоні.
25 березня 1904 року переїхала в Рим і в 1906 році вступила в орден Сальваторе ді Санта Бригіта. Під час німецької окупації Італії в період Другої світової війни, займаючи посаду настоятельки, переховувала в монастирі євреїв і політичних біженців.
Померла в Римі 24 квітня 1957 року.
Беатифікована в квітні 2000 року папою Іваном Павлом II. 9 серпня 2004 року ізраїльський Інститут катастрофи і героїзму «Яд Вашем» присвоїв Елізабет Гессельблад почесне звання Праведника народів світу за допомогу євреям в період Голокосту.
5 травня 2016 року канонізована папою Франциском у Ватикані в присутності міністра культури Аліс Ба Кунке і архієпископа Шведської євангелічно-лютеранської церкви Ант'є Якелен.